# Too Late for Goodbyes
"Too Late for Goodbyes" é uma canção gravada por Julian Lennon em seu álbum de estreia, Valotte (1984). Com uma gaita tocada por Jean "Toots" Thielemans, foi um sucesso, alcançando a posição 6 na parada de singles do Reino Unido em novembro de 1984 e a posição 5 na parada de singles da Billboard Hot 100 no final de março de 1985. O lado B, "Big Mama", foi descrito por Lennon como "semi-hard rock".
A revista Cash Box disse que "uma batida de reggae galopante e um trabalho de guitarra requintado da Muscle Shoals reforçam a frase lírica enxuta de Lennon e dão à música um ritmo forte".
"Too Late for Goodbyes" alcançou a primeira posição  na parada Adult Contemporary dos EUA em 16 de março de 1985, passando duas semanas no topo desta parada. O videoclipe da canção foi dirigido por Sam Peckinpah e produzido por Martin Lewis.

## Posição nas paradas musicais
| Parada (1984–1985)                            | Melhor posição |
| --------------------------------------------- | -------------- |
| Austrália (Kent Music Report)                 | 13             |
| Canadá (RPM Top Singles)                      | 6              |
| Canadá (RPM Adult Contemporary)               | 1              |
| Alemanha                                      | 26             |
| Irlanda (IRMA)                                | 5              |
| Nova Zelândia                                 | 24             |
| África do Sul (Springbok)                     | 18             |
| Suécia                                        | 17             |
| Suíça (Swiss Hitparade)                       | 30             |
| Reino Unido (Official Charts)                 | 6              |
| Estados Unidos (Billboard Hot 100)            | 5              |
| Estados Unidos (Billboard Adult Contemporary) | 1              |
| Estados Unidos (Billboard Top Rock Tracks)    | 11             |
| Estados Unidos (Cash Box Top 100)             | 7              |

| Parada (1984)        | Posição |
| -------------------- | ------- |
| Reino Unido (Gallup) | 77      |

| Parada (1985)                      | Posição |
| ---------------------------------- | ------- |
| Canadá (RPM Top Singles)           | 67      |
| Estados Unidos (Billboard Hot 100) | 77      |
| Estados Unidos (Cash Box)          | 70      |

## Certificações
| Região                                              | Certificação | Vendas |
| --------------------------------------------------- | ------------ | ------ |
| Canadá (Music Canada)                               | Ouro         | 5 000^ |
| ^números de vendas baseados somente na certificação |              |        |